# Північна любов
«Північна любов» (рос. «Северная любовь») — радянський німий чорно-білий кінофільм 1927 року режисера Олександра Івановського. Фільм не зберігся. Екранізація повісті Євгенія Замятіна «Північ», письменник сам виступив сценаристом і брав участь у зйомках.

## Сюжет
Дія фільму, як і повісті, розгортається на Півночі, в поморському поселенні. Місцевому багатієві-крамарю з його споживчим поглядом на світ протиставлений рибалка і мисливець Марей, який, незважаючи на повсякденні турботи про хліб насущний, має нездійсненну мрію — про штучне сонце, яке розвіє полярну ніч.

## У ролях
- Василь Чудаков —  Марей, рибалка
- Борис Литкін —  Стьопка, сирота
- Анатолій Нелідов —  крамар
- Олексій Горюшин —  Шишов
- Катерина Корчагіна-Александровська —  тітка Мотря, баба, звідниця
- Зана Заноні —  Пелька, дружина Марея
- Урсула Круг —  дружина крамаря
- Наталія Разумова —  Анна, вдова
- М. Галков —  Іван, прикажчик
- Федір Богданов — епізод
- Сергій Троїцький — епізод

У зйомках брав участь відомий за кінофільмами ведмідь Мішук дресирувальника Миколи Гладильщикова, який також знявся у фільмі в епізодичній ролі.

## Знімальна група
- Режисер — Олександр Івановський
- Сценарист — Євген Замятін
- Оператори — Павло Паллей, Василь Симбірцев
- Художник — Ісаак Махліс